# Lista de deputados estaduais do Paraná da 9.ª legislatura
Essa é uma lista de deputados estaduais do Paraná eleitos para o período 1979-1983.

## Composição das bancadas
| Partido | Líder              | Bancada | Posição  |
| ------- | ------------------ | ------- | -------- |
| ARENA   | Francisco Escorsin | 34 / 58 | Governo  |
| MDB     | Renato Bernardi    | 24 / 58 | Oposição |

## Deputados estaduais
| Número | Deputados estaduais eleitos      | Partido | Votação | Cidade onde nasceu    | Unidade federativa |
| 15164  | Adalberto Daros                  | MDB     | 16.472  | Andirá                | Paraná             |
| 11407  | Aguinaldo Pereira Lima           | ARENA   | 20.307  | Foz do Iguaçu         | Paraná             |
| 11347  | Airton Cordeiro                  | ARENA   | 28.310  | Curitiba              | Paraná             |
| 15389  | Antonio Facci                    | MDB     | 14.481  | Cedral                | São Paulo          |
| 15326  | Antônio Romero Filho             | MDB     | 17.664  | Sertanópolis          | Paraná             |
| 11342  | Augusto de Oliveira Carneiro     | ARENA   | 24.160  | Reserva               | Paraná             |
| 11384  | Basilio Zanusso                  | ARENA   | 23.019  | José Bonifácio        | São Paulo          |
| 11303  | Benedito Pinto Dias              | ARENA   | 19.184  | Monções               | São Paulo          |
| 15260  | Carlos Jerônymo Zanlorenzi       | MDB     | 17.559  | Rolândia              | Paraná             |
| 11641  | Cyro Martins                     | ARENA   | 16.037  | Curitiba              | Paraná             |
| 11866  | Dácio Leonel de Quadros          | ARENA   | 18.950  | Castro                | Paraná             |
| 15638  | Darcy Deitos                     | MDB     | 14.943  | Joaçaba               | Santa Catarina     |
| 11587  | David Federmann                  | ARENA   | 23.921  | Ponta Grossa          | Paraná             |
| 11165  | David Nataniel Cherigate         | ARENA   | 23.068  | Curitiba              | Paraná             |
| 15875  | Deni Lineu Schwartz              | MDB     | 28.197  | União da Vitória      | Paraná             |
| 15870  | Domício Scaramella               | MDB     | 16.095  | União da Vitória      | Paraná             |
| 15290  | Edílson Alencar Barbosa          | MDB     | 14.609  | Telêmaco Borba        | Paraná             |
| 11680  | Egon Pudell                      | ARENA   | 19.947  | Santa Rosa            | Rio Grande do Sul  |
| 11157  | Erondy Silvério                  | ARENA   | 35.453  | Guarapuava            | Paraná             |
| 11563  | Ezequias Losso                   | ARENA   | 22.524  | Marialva              | Paraná             |
| 11150  | Fabiano Braga Côrtes             | ARENA   | 46.855  | Lapa                  | Paraná             |
| 15714  | Fidelcino Tolentino              | MDB     | 25.949  | Quitandinha           | Paraná             |
| 11843  | Florivaldo Palácios              | ARENA   | 22.877  | Pato Branco           | Paraná             |
| 11431  | Francisco Escorsin               | ARENA   | 32.174  | Jaguariaíva           | Paraná             |
| 11561  | Fuad Nacli                       | ARENA   | 22.630  | Guarapuava            | Paraná             |
| 11183  | Gabriel Manoel                   | ARENA   | 24.630  | Paranaguá             | Paraná             |
| 15912  | Gernote Gilberto Kirinus         | MDB     | 11.812  | Carazinho             | Rio Grande do Sul  |
| 11156  | Gilberto Rezende de Carvalho     | ARENA   | 24.820  | Bandeirantes          | Paraná             |
| 11445  | Ivo Thomazoni                    | ARENA   | 56.534  | Joaçaba               | Santa Catarina     |
| 11760  | João Elísio Ferraz de Campos     | ARENA   | 37.614  | Paranaguá             | Paraná             |
| 11937  | João Mansur                      | ARENA   | 22.376  | Irati                 | Paraná             |
| 15509  | José Antonio Del Ciel            | MDB     | 24.447  | Londrina              | Paraná             |
| 11168  | José Domingos Borges Teixeira    | ARENA   | 20.011  | Siqueira Campos       | Paraná             |
| 15284  | José Domingos Scarpelini         | MDB     | 12.747  | Apucarana             | Paraná             |
| 11799  | José Lázaro Dumont               | ARENA   | 30.348  | Capanema              | Paraná             |
| 15395  | José Tadeu Lúcio Machado         | MDB     | 13.467  | Jacarezinho           | Paraná             |
| 15527  | José Tavares da Silva Neto       | MDB     | 18.041  | Bela Vista do Paraíso | Paraná             |
| 11599  | Jurandir Avahé Messias           | ARENA   | 25.003  | Antonina              | Paraná             |
| 11687  | Leônidas Ferreira Chaves         | ARENA   | 20.518  | Turvo                 | Paraná             |
| 15724  | Lineu Mansani Turra              | MDB     | 13.666  | Matelândia            | Paraná             |
| 11465  | Luiz Alberto Martins de Oliveira | ARENA   | 41.775  | Clevelândia           | Paraná             |
| 11312  | Luiz Roberto Nogueira Soares     | ARENA   | 40.024  | Porto União           | Santa Catarina     |
| 15530  | Mario Celso Puglielli da Cunha   | MDB     | 12.396  | Curitiba              | Paraná             |
| 15201  | Nelson Buffara                   | MDB     | 14.353  | Curitiba              | Paraná             |
| 15182  | Nelson Fiori Luiz Malaguido      | MDB     | 13.467  | Londrina              | Paraná             |
| 15720  | Nelton Friedrich                 | MDB     | 15.690  | Sobradinho            | Rio Grande do Sul  |
| 15782  | Nestor Baptista                  | MDB     | 20.178  | Ponta Grossa          | Paraná             |
| 15240  | Nilso Sguarezi                   | MDB     | 24.545  | Lagoa Vermelha        | Rio Grande do Sul  |
| 11832  | Paulo Affonso Alves de Camargo   | ARENA   | 18.324  | Guarapuava            | Paraná             |
| 11854  | Quielse Crisóstomo da Silva      | ARENA   | 31.975  | Bocaiúva do Sul       | Paraná             |
| 15128  | Renato Bernardi                  | MDB     | 12.167  | Ibirá                 | São Paulo          |
| 11263  | Rubens Valduga                   | ARENA   | 19.787  | Medianeira            | Paraná             |
| 11416  | Tércio Alves de Albuquerque      | ARENA   | 17.791  | Cajueiro              | Paraná             |
| 15211  | Trajano Bastos                   | MDB     | 21.305  | Guarapuava            | Paraná             |
| 11176  | Toguio Setogutte                 | ARENA   | 18.138  | Nova Esperança        | Paraná             |
| 15472  | Waldyr Pugliesi                  | MDB     | 20.306  | Monte Alto            | São Paulo          |
| 11556  | Werner Wanderer                  | ARENA   | 32.635  | Concórdia             | Santa Catarina     |
| 11836  | Wilson Figueiredo Fortes         | ARENA   | 21.919  | Jacarezinho           | Paraná             |